# Розкрійна машина
Розкрі́йна маши́на (або закрі́йна маши́на) — машина для вирізування деталей різних виробів з кількох шарів (настилу) тканин або інших матеріалів. Використовуються переважно у швейному виробництві.
Розрізняють:
- пересувні;
- стаціонарні;
- автоматичні розкрійні комплекси (АРК).

## Пересувні машини
Різальним інструментом у пересувних закрійних машинах є сталевий пластинчастий ніж, який здійснює зворотно-поступальний рух у вертикальній площині, або обертовий диск. Такі машини переміщують вручну відносно настилу, розсікаючи його на частини.

## Стаціонарні машини
В стаціонарних закрійних машинах використовують швидко-рухому безконечну сталеву стрічку-ніж, натягнуту на шківи. Деталі виробів вирізують, переміщуючи попередньо розсічений на частини матеріал на столі машини відносно різального інструмента.

## Автоматичні розкрійні комплекси
До розкрійного стола настил із тканини притискається за рахунок створення вакууму. Для цього настил накривають плівкою, а під настил кладуть перфорований папір. Розкрій здійснююється ножем, яким керує комп'ютер. 